# Fuge aus der Geographie
Die Fuge aus der Geographie für sprechenden Chor ist ein vierstimmiger kontrapunktischer Sprechgesang von Ernst Toch aus dem Jahr 1930 und bildet den letzten Satz einer Suite mit dem Titel „Gesprochene Musik“. Sie versucht unter Heranziehung verschiedener Mittel, musikalische Effekte durch die Sprache zu erzielen; insbesondere wird hier die musikalische Form der Fuge vom melodischen Aspekt auf rhythmische Sprache übertragen.

## Aufbau
Toch verwendet im Thema der Fuge verschiedene geographische Begriffe und übernimmt oder verfremdet deren Rhythmus. Da ein Sprechgesang keine eigentliche Melodie aufweist, beruht die musikalische Wirkung des Stücks nur auf rhythmischen Gegensätzen und dem kontrastierenden Klang der Sprechlaute.
Notiert ist das Werk wie vierstimmiger Chorgesang für Sopran, Alt, Tenor und Bass, allerdings jede Stimme in reiner Rhythmusnotation auf einer einzigen Notenlinie.
Wie jede Fuge beginnt auch diese mit ihrem Thema:
„Ratibor! Und der Fluss Mississippi und die Stadt Honolulu und der See Titicaca; der Popocatépetl liegt nicht in Kanada, sondern in Mexiko, Mexiko, Mexiko …“
Dieses Fugenthema wird von Tenor, Alt, Sopran und zuletzt Bass vorgetragen. In der weiteren Verarbeitung erscheinen auch noch die Städtenamen Málaga, Rimini, Brindisi, Athen, Nagasaki und Yokohama. Auf den letzten Takten verdichtet und steigert sich der Satz auf einen gemeinsamen „Schlussakkord“ aller Stimmen hin.
Die Fuge ist 50 Takte lang, die Aufführungsdauer liegt je nach gewähltem Tempo bei etwa 3 Minuten.

## Geschichte
Die Suite wurde 1930 während der Berliner Festtage für zeitgenössische Musik uraufgeführt und auf Schallplatte aufgenommen. Diese Aufnahme ging jedoch verloren, wie auch die Originalnoten. Das Manuskript blieb erhalten. John Cage erstellte eine Partitur für eine Veröffentlichung in Henry Cowells Vierteljahrszeitschrift New Music 1935. Ursprünglich war das Stück genuin für die Wiedergabe mit erhöhter Geschwindigkeit durch Grammophon konzipiert, also ein echtes Stück neusachliche „Maschinenmusik“.